# ア・ブロークン・フレイム
『ア・ブロークン・フレイム』 (A Broken Frame)はイギリスのシンセポップバンド、デペッシュ・モードの2枚目のスタジオ・アルバム。1982年9月27日発売。全英最高8位を記録。

## 概要
バンドのソングライターとして活躍したヴィンス・クラークがヤズーを結成しバンドを脱退、3人組として生まれ変わったバンドの最初のアルバム。ソングライティングはマーティン・ゴアが担当し、それまでのポップな明るい曲調から陰影に富んだ叙情的な作風に変化し、以降のバンドの音楽性に影響を与えていく。ヴィンスは「マーティンは、僕よりも優れたソングライターだから大丈夫さ」との言葉を残してバンドの元を去るが、当のマーティンは「自分自身の曲を信じなければいけなくなったんだから、プレッシャーは凄かった」と眠れぬ日々が続いたことを告白している。
またこの頃バンドは4人目のメンバーを求め、当時22歳のアラン・ワイルダーが採用されるが、まだバンドの正式なメンバーとしては加入していなかった。

## 収録曲
全曲マーティン・ゴアによる作詞作曲
1. リーヴ・イン・サイレンス / Leave in Silence - 4:51
2. マイ・シークレット・ガーデン / My Secret Garden - 4:46
3. モニュメント / Monument - 3:15
4. ナッシング・トゥ・フィア / Nothing to Fear - 4:18
5. シー・ユー / See You - 4:34
6. サテライト / Satellite - 4:44
7. ザ・ミーニング・オブ・ラヴ / The Meaning of Love - 4:44
8. マイ・シークレット・ガーデン (Part 2) / Further Excerpts From: My Secret Garden - 4:30
9. 君の写真 / A Photograph of You - 3:04
10. シュドゥント・ハヴ・ダン・ザット / Shouldn't Have Done That - 3:12
11. ザ・サン・アンド・ザ・レインフォール / The Sun & the Rainfall - 5:02

- 8曲目はリイシュー盤から除外
- 10曲目はデイヴとマーティンのデュエット

## 参加ミュージシャン
- デイヴ・ガーン - ボーカル
- マーティン・ゴア - キーボード、コーラス
- アンディ・フレッチャー - キーボード、コーラス

### その他ミュージシャン
- アラン・ワイルダー - キーボード、コーラス